# Bladvlekkenziekte (tuinboon)
Bladvlekkenziekte bij tuinboon wordt veroorzaakt door Didymella fabae syn. Ascochyta fabae en Cercospora zonata syn. Cercospora fabae.

## Cercospora zonata

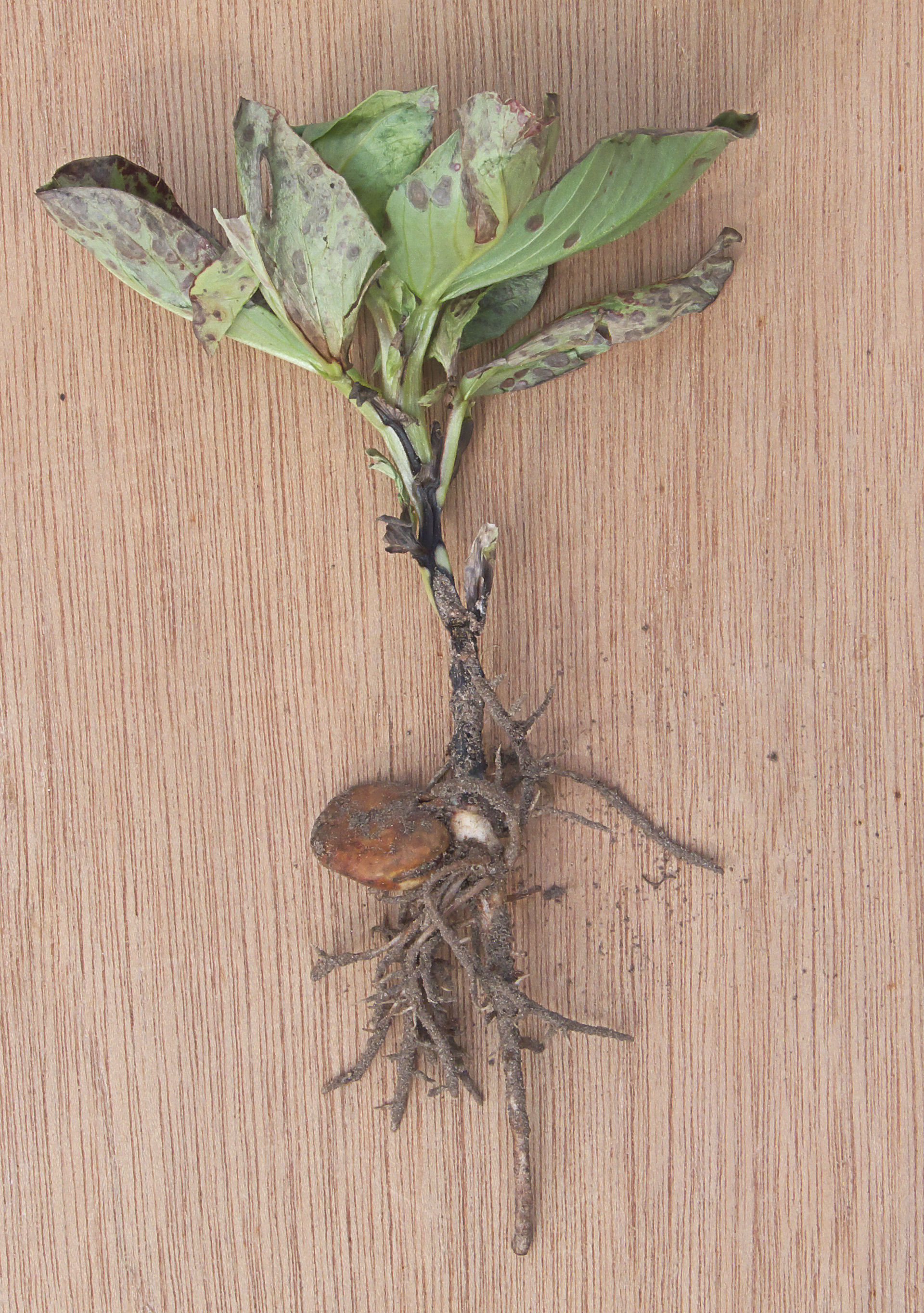
Bladvlekkenziekte Cercospora zonata

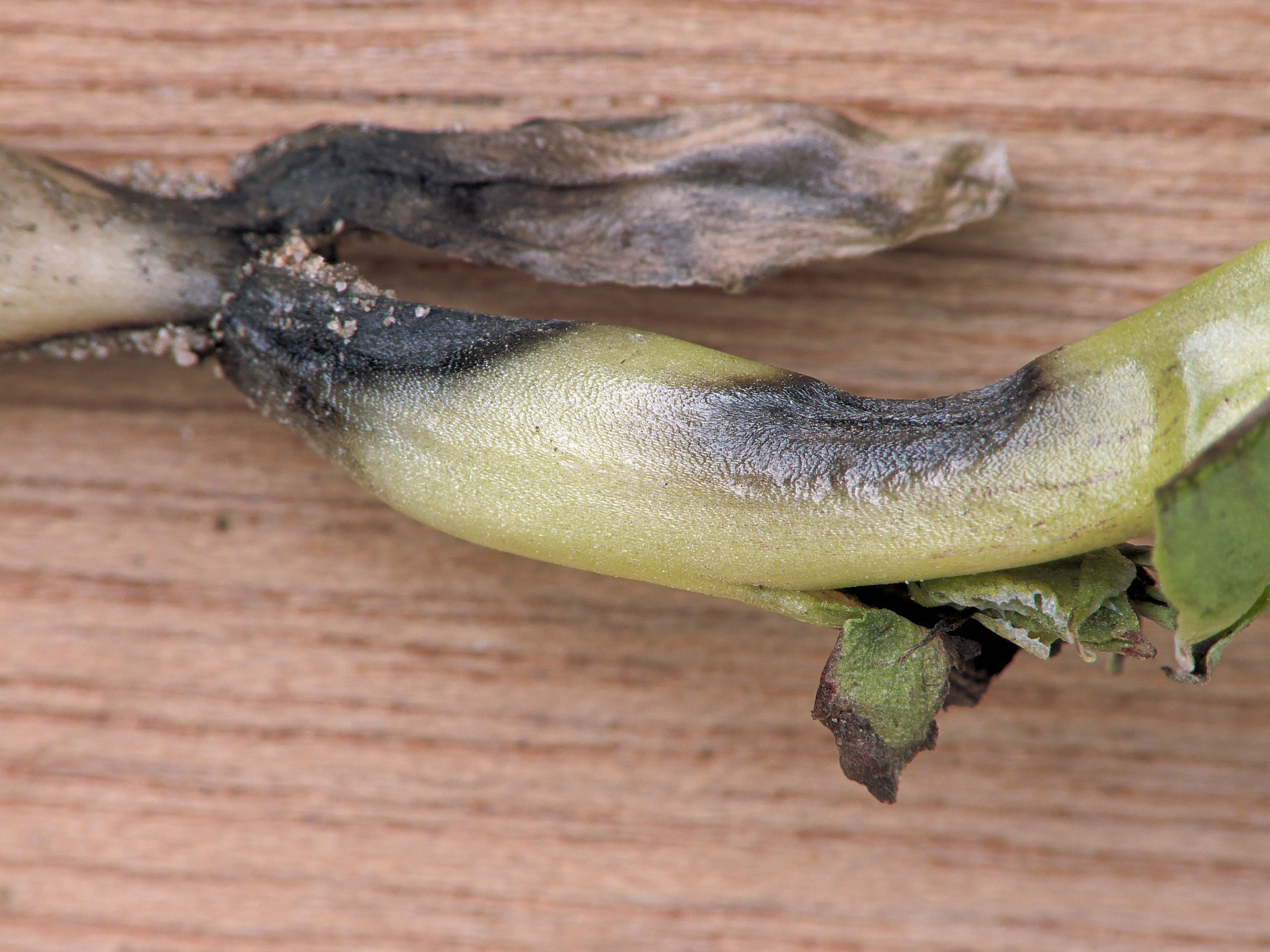
Bladvlekkenziekte Cercospora zonata

Bij aantasting door Cercospora zonata ontstaan op de bladeren maximaal 1 cm grote, grijze vlekken met concentrische ringen. Ook de stengel van de kiemplant kan aangetast worden, waarbij donkere vlekken ontstaan en de stengel uiteindelijk afsterft. 